# Thorglimt (Schiff)
Der Walfänger Thorglimt entstand aus einer Korvette der Flower-Klasse der Royal Navy, die unter ihrem britischen Namen Eglantine im Zweiten Weltkrieg von der Norwegischen Marine eingesetzt wurde.
1946 kaufte Norwegen die während des Krieges überlassene Korvette auf. Umbenannt in KNM Sørøy wurde sie von der Marine bis 1956 als Fischereischutzboot eingesetzt.
Im August 1956 kaufte die norwegische Walfangreederei Thor Dahl die Sørøy und ihr Schwesterboot KNM Nordkyn (ex HMS Buttercup) auf und ließ die Korvetten zu Walfängern mit Dieselantrieb umrüsten.
Unter dem neuen Namen Thorglimt gehörte das Boot zur letzten Walfang-Expedition eines norwegischen Fabrikschiffes in das Südpolarmeer 1967/1968.

## Dienst im Zweiten Weltkrieg
Die HMS Eglantine lief am 11. Juni 1941 bei der Werft Harland & Wolff in Belfast vom Stapel. Sie war die 33. von der Bauwerft fertiggestellte Flower-Korvette. Bei der Indienststellung am 29. August 1941 wurde sie von der Norwegischen Exilmarine unter Beibehaltung des britischen Namens übernommen und war die erste Flower-Korvette in deren Dienst, der bis Kriegsende noch mit
Montbretia, Acanthus, Rose, Potentilla und Buttercup noch fünf weitere folgten. Während des Krieges gingen die Montbretia am 18. November 1942 und die Rose am 26. Oktober 1944 nach Torpedierung bzw. Kollision verloren.
Der erste bedeutende Einsatz der als erstes norwegisches Kriegsschiff mit Radar ausgerüsteten Eglantine erfolgte Ende 1941, als sie mit der Acanthus an der britischen Operation „Anklet“ gegen den Vestfjord beteiligt war. Die beiden Korvetten sicherten mit dem Geleitzerstörer HMS Lamerton die Landung von 300 Kommandos (darunter die Kompanie Linge) vom Landungschiff Prince Albert, die eine Fischölfabrik und eine Funkstation vernichteten. Beim Rückzug nach dem Überraschungsangriff nahmen die Boote auch noch 266 norwegische Freiwillige mit.
Die ersten fünf norwegischen Korvetten waren anfangs für eine amerikanische Escort Group der Mid-Ocean Escort Force (MOEF) vorgesehen, bildeten dann jedoch die britische Escort Group B.6 mit dem alten britischen Zerstörer Viscount. Am 7. Mai 1942 übernahm die Gruppe mit Viscount, Eglantine, Acanthus, Rose und Potentilla in Halifax den Geleitzug SC 83 von 63 Schiffen als erste Aufgabe, dem die Sicherung weiterer Geleitzüge ohne besondere Vorkommnisse folgte. Im August 1942 erfolgte erstmals bei der Sicherung von ON 122 (36 Schiffe) der Angriff einer deutschen U-Boot-Gruppe (Lohs) mit neun Booten, denen die Versenkung von vier Schiffen mit 17.227 BRT gelang. Der Gruppe (diesmal mit der Montbretia, aber ohne Rose) gelang es, die U-Boote immer wieder abzudrängen und sechs von ihnen zu beschädigen, die Eglantine beschoss dabei U 605 mit Artillerie. Vier deutsche Boote mussten ihren Einsatz abbrechen und U 705 ging auf dem Rückmarsch verloren. Im September wurde der Gruppe der Zerstörer Fame zugeteilt, deren Kommandant die Führung übernahm.
Zwischen dem 12. und 17. Oktober 1942 verteidigte die Gruppe dann den Geleitzug SC 104 von 48 Schiffen gegen die U-Boot-Gruppe Wotan. Der Konvoi verlor acht Schiffe, darunter als größtes Schiff das als Tanker genutzte Walfangmutterschiff Southern Empress, das neben einer Ölladung noch eine Decksladung von Landungsbooten transportierte. Die Zerstörer Fame und Viscount fielen aus, nachdem sie die angreifende U-Boote U 353 bzw. U 661 rammten und versenkten. Der Kommandant der Potentilla, der norwegische Kapitänleutnant Christian Monsen, musste die Führung der Gruppe übernehmen, dem nur noch Montbretia, Acanthus und Eglantine zur Verfügung standen. Weitere Verluste konnten die Korvetten vermeiden und erreichten schließlich den Bereich effektiver Luftunterstützung, wo die inzwischen weiter verstärkten U-Boote den Angriff abbrachen, da neben den beiden Verlusten zwei weitere Boote schwer beschädigt waren.
Auf dem Rückmarsch nach Westen sicherte die EscortGroup B.6 den Konvoi ONS 144, der von 16 U-Booten der Gruppe Kreuzotter vom 15. bis 21. November 500 sm südlich von Grönland angegriffen wurde. Von den 33 Schiffen des Geleitzuges gingen fünf verloren. Die Sicherung des Geleitzuges unter Monsen durch die vier norwegischen Korvetten Potentilla, Eglantine, Montbretia, Rose (Ersatz für die Acanthus) und die als Verstärkung zugeteilte britische Vervain (K190) wurde gelobt, da sie ohne ein schnelles Kriegsschiff größere Verluste verhinderte und viele Angriffe verhinderte. Dabei ging die Monbretia verloren, von der Monsen noch 25 Schiffbrüchige aufnehmen konnte, von denen zwei noch nach der Rettung starben. Von den versenkten Schiffen ging nur der Kohlenfrachter Widestone mit der gesamten Besatzung unter. Mit den anderen Schiffen ertranken weitere 42 Mann, aber 184 Mann konnten gerettet werden. Dazu gelang der Potentilla noch die Versenkung von U 184.
Als nächste Aufgabe übernahm die Gruppe mit den verbleibenden drei norwegischen und der britischen Korvette die Sicherung der 33 Schiffe des Geleitzuges HX 217. Die Führung wurde von der wieder einsatzbereiten HMS Fame übernommen und der polnische Zerstörer Burza als Verstärkung zugeteilt. Ab dem 8. Dezember erfolgten Angriffe der Gruppe Panzer mit sieben U-Booten, zu denen noch weitere Boote der Gruppe Draufgänger traten. Der Konvoi verlor nur drei Schiffe, von den angreifenden U-Booten wurde eines durch Flugzeuge versenkt, andere schwer beschädigt und eines ging durch Kollision mit einem anderen Boot verloren.
In den ersten Monaten des Jahres 1943 war die Eglantine in der Gruppe B.6 noch an der Verteidigung der Geleitzüge ON 165 gegen die U-Boot-Gruppe Hardegen (2 Verluste des Konvois, zwei versenkte U-Boote) und HX 227 gegen die Gruppe Neptun (2 Nachzügler des Konvois verloren, zwei schwer beschädigte U-Boote) beteiligt. Bis zum Juni 1943, als die deutschen U-Boote sich von den Geleitzugsschlachten zurückzogen, wurden die von Eglantine und der EscortGroup B.6 gesicherten Konvois nicht mehr angegriffen.
Die Eglantine diente nach der Auflösung der EscortGroup im Frühjahr 1944 weiter bei der Liverpool Escort Force bis zum 29. November 1944 und wurde zur Sicherung von Konvois zur Invasionsfront eingesetzt.

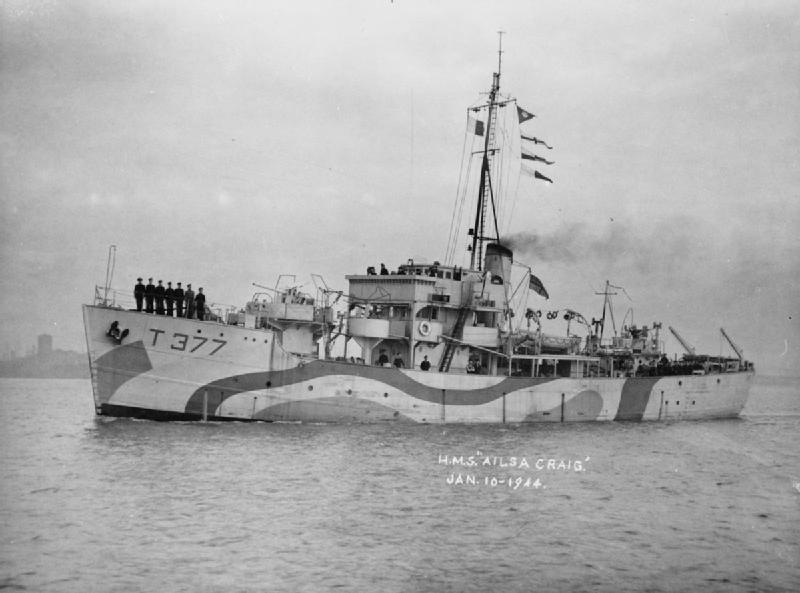
Trawler der Isles-Klasse

Die Eglantine diente dann zusammen mit der neueren Korvette Tunsberg Castle, die im April 1944 die Potentilla ersetzt hatte, im Konvoi JW 62 aus Loch Ewe zur Kola-Bucht. Die Korvetten hatten Material zur Unterstützung norwegischer Einheiten an Bord, die an der Befreiung Nord-Norwegens beteiligt waren. Da die Tunsberg Castle schon am 12. Dezember 1944 durch einen Minentreffer bei Makkaur, auf einer von Z 33 gelegten Sperre verloren ging, und weitere Schiffe der Norwegischen Marine nicht nach Nord-Norwegen verlegt wurden, blieb die Eglantine das größte norwegische Kriegsschiff in diesem Seegebiet und unterstützte mit den Trawlern Karmøy, Tromøy und Jeløy der Isles-Klasse sowjetische Marineeinheiten in der Sicherung von Küstentransporten an der Nordmeerküste bis zur deutschen Kapitulation im Mai 1945.

## Friedensdienst
1946 kaufte die Norwegische Regierung die drei noch in ihrem Dienst verbliebenen Korvetten der Flower-Klasse auf. Die Eglantine wurde am 10. August in KNM Sørøy (Südland) umbenannt und diente bis 1956 als Fischereischutzboot zusammen mit ihrem Schwesterschiffen Nordkyn (ex Buttercup, seit Ende 1944 in norwegischen Diensten) und Andenes (ex Acanthus). 1950 erhielten die Boote die NATO-Kennungen F 307 bis F 309.
Im August 1956 wurde die Sørøy (F 308) verkauft, um in einen Walfänger umgebaut zu werden.

## Zivile Nutzung als Walfänger
1956 wurden die Fischereischutzboote Sørøy und Nordkyn von der norwegischen Walfangreederei „Thor Dahl“ in Sandefjord angekauft und auf der zum Konzern gehörende Werft Framnæs Mekaniske Værksted als Walfänger hergerichtet.
Die Reederei verfügte mit
Thorgeir (ex HMS Lobelia),
Thorslep (ex HMS Dianthus) und
Thorørn (ex HMS Myosotis)
bereits über drei aus Flower-Korvetten entstandene Walfänger, die von Framnæs und Smith’s Dock auf Dieselantrieb umgebaut worden waren.
Unter dem Namen Thorglimt wurde die ehemalige Sørøy/Eglantine als Walfänger mit einem 2400 PS-Sulzer-Dieselmotor im November 1957 in Dienst genommen und mit dem Fabrikschiff Thorshøvdi in die Antarktis entsandt. Nach fünf Fangreisen wechselte die Thorglimt zur Fangflotte des zweiten Fabrikschiffs der Reederei, der Thorshavet, bis zu deren letzter Fangreise 1966/1967. Auf dieser Reise erlegte der Harpunier Leif Fon am 6. April 1967 den letzten Wal für die Reederei Thor Dahl und die A/S Ørnen, die nach der Saison den 1908 bzw. 1903 begonnenen Walfang aufgaben, da seit zehn Jahren keine Gewinne mehr erwirtschaftet wurden.
1967 nahm die Thorglimt an der letzten Reise eines norwegischen Fabrikschiffes in das Südpolarmeer teil. Sie wurde von der Kosmos IV, dem ehemals deutschen Fabrikschiff Walter Rau, durchgeführt. Die letzte norwegische Fangflotte bestand aus den Walfängern
Kos 55 und den angemieteten
Thodr (ex Thomas W. Vinke),
Thorarinn (ex Inga Vinke),
der Thorglimt und
ihrem Schwesterboot Thoris (ex KNM Norkyn, HMS Buttercup) als Schleppboot. Von den über 1100 erlegten Walen auf dieser letzten Fangreise eines norwegischen Fabrikschiffes erlegte die Thorglimt nur 48 und kehrte mit der Fangflotte im Mai 1968 nach Sandefjord zurück.

## Endschicksal
Nach dieser Fangreise wurde die Thorglimt in Sandefjord im Mai 1968 aufgelegt und dann im Juni 1969 mit ihren Schwesterbooten Thoris, Thorslep, Thorgeir und Thorørn nach Grimstad zum Abbruch verkauft.